# Norsko na Letních olympijských hrách 1984
Norsko na Letních olympijských hrách 1984 v americkém Los Angeles reprezentovalo 103 sportovců, z toho 84 mužů a 19 žen. Nejmladším účastníkem byl Hege Stendahl (17 let, 93 dní), nejstarším pak Alf Hansen (36 let, 18 dní). Reprezentanti vybojovali 3 medaile, z toho 1 stříbrnou a 2 bronzové.

## Medailisté
| Medaile | Jméno                              | Sport      | Disciplína                     |
| ------- | ---------------------------------- | ---------- | ------------------------------ |
| Stříbro | Grete Waitzová                     | Atletika   | Ženy maraton                   |
| Bronz   | Dag Otto Lauritzen                 | Cyklistika | Muži závod s hromadným startem |
| Bronz   | Hans Magnus Grepperud Sverre Løken | Veslování  | Muži Coxless Pairs             |